# اچ‌دی ۳۹۲۲۵
اچ‌دی ۳۹۲۲۵ یک ستاره است که در صورت فلکی ارابه‌ران قرار دارد.